# Стрэмэтурару, Виолета
Виолета Стрэмэтурару (рум. Violeta Strămăturaru, 5 мая 1988, Синая, Валахия) — румынская саночница, выступающая за сборную Румынии с 2007 года. Участница зимних Олимпийских игр в Ванкувере, многократная призёрша национального первенства.

## Биография
Виолета Стрэмэтурару родилась 5 мая 1988 года в городе Синая, Валахия. Активно заниматься санным спортом начала в возрасте шестнадцати лет, в 2007 году прошла отбор в национальную сборную и стала принимать участие в различных международных соревнованиях. В сезоне 2008/09 дебютировала на этапах взрослого Кубка мира, заняв в общем зачёте тридцать второе место, через год повторила это достижение. Благодаря череде удачных выступлений удостоилась права защищать честь страны на зимних Олимпийских играх 2010 года в Ванкувере, успешно прошла квалификацию, однако буквально за несколько дней до старта соревнований на тренировке потерпела крушение и в бессознательном состоянии была доставлена в местную больницу. Врачи диагностировали множественные ушибы и сотрясение мозга, из-за чего спортсменке пришлось отказаться от дальнейшего участия в заездах.
Восстановившись от полученной травмы, на чемпионате мира 2011 года в итальянской Чезане Стрэмэтурару пришла к финишу двадцатой, тогда как на Кубке мира была двадцать девятой. В следующем сезоне после завершения всех кубковых этапов расположилась в мировом рейтинге сильнейших саночниц на сороковой позиции. Ныне Виолета Стрэмэтурару живёт и тренируется в городе Буштень, свободное от санного спорта время любит проводить за прослушиванием музыки. Её старшая сестра Ралука тоже является саночницей и состоит в сборной Румынии.